# 方正承销保荐
方正证券承销保荐有限责任公司，前身为中国民族证券有限责任公司，于2002年4月29日，经国家工商行政管理局注册正式成立，注册地为北京，直属中共中央金融工作委员会领导，并在2003年3月24日中央金融工委撤销后改为由中国证券监督管理委员会直属。是全国性、股份制证券经营机构。2019年8月21日，北京证监局批复，公司业务范围仅保留“证券承销与保荐”。2019年11月19日，正式更名为方正证券承销保荐有限责任公司。

## 历史

### 改组为民族证券
2000年6月，根据中央关于党政机关金融类企业脱钩工作要求，经国务院批准，1991年11月由国家民族事务委员会发起组建的中国民族国际信托投资公司整体转制为证券公司。中国民族信托以其证券营业部和证券类资产，联合东方集团股份有限公司、北京首都机场集团公司、新产业投资股份有限公司和北方工业集团财务有限责任公司（后更名为“兵器财务有限责任公司”）共同出资发起设立中国民族证券有限责任公司。国家民族事务委员会人事司司长、中民信副董事长郭玺来担任公司董事长，中民信副总裁王祯琦担任总裁。
2002年4月15日，民族证券获得证监会颁发的开业批复和证券业务牌照。2002年4月29日，正式获得企业法人营业执照。2002年12月9日，证监会核准乐山市财政局以乐山市信托投资公司经评估的证券类净资产入股公司，出资金额为4,566.42万元，公司注册资本金由104,845.64万元增至109,412.06万元。2005年5月17日，乐山市人民政府同意将乐山市财政局持有的公司股权划转给乐山市国资委，由乐山市国有资产经营有限公司持有并经营，市国资委实施监督管理。

### 治理不力
民族证券成立后原本资产状况较好，但由于公司治理不力，自证券营业部乃至公司高层违规不断。2003年9月，成立仅半年的昆明营业部总经理袁伟东挪用保证金6,000多万元携款潜逃，最终于2004年年中被抓获；2004年初，天津三马路证券营业部总经理陆涛涉嫌证券诈骗，且内部勾结贪污2,000多万元； 2005年北京亚运村农信社诉民族证券太平桥大街营业部，在未接到原告任何交易指令的情况下，于2004年6、7月间将其委托经营的国债全部低价卖出，涉及国债市值达9,000余万元。而民族证券反诉亚运村农信社涉嫌违规国债回购炒股票。而时任公司董事长由于组织关系在国家民族事务委员会，已办理退休手续，自2004年年底以来便不到公司上班。而原总裁王祯琦也因涉嫌私分国有资产被取保候审，并遭董事会免除职务。2005年3月7日，前华夏证券总裁赵大建被任命为民族证券党委书记，随后又被任命为董事长，来自股东东方集团的原副总裁鲁仲南改任总裁。而此时由于华夏证券破产重组而对赵大建进行的审计报告仅出炉不到一星期。但自成立以来，民族证券已累计挪用客户保证金达7亿多，公司已接近资不抵债。

### 控制权变更

#### 首都机场入股及退出
2006年11月27日，证监会批复同意民族证券注册资本由109,412.06万元增至139,412.06万元人民币；股东首都机场集团公司以人民币现金认购新增30,000万股；增资后，首都机场持有股权比例由18.28%增加至35.86%。2007年1月30日，首都机场又被批准受让中国民族国际信托投资公司持有的35,395.64万元股权，同时石家庄市商业银行也受让9,500万元股权，占出资总额的6.81%。此次受让后，首都机场持股比例达61.25%，成为第一大控股股东，中国民族信托彻底退出民族证券。
获得首都机场增资后，由于公司治理加强，且券商行业进入上升通道，民族证券运营态势渐入佳境。2008年，民族证券获得基金代销业务资格、IPO询价对象资格等，并新设资产管理部开展资产管理业务。业务多元化为民族证券拓宽经纪业务范围、改善客户结构和收入结构、提高自营业务盈利水平等提供了重要手段。
根据证监会对证券业提出的“一参一控”政策规定，入股股东参股证券公司的数量不得超过2家，其中控股证券公司的数量不超过1家。如因历史原因导致的控参问题都需要在规定时间内作出明确安排。因此自2008年，首都机场便计划将民族证券与其绝对控股95.56%股权的另一券商子公司金元证券合并后更名。此外，民族证券的网点主要集中在北方，金元证券则集中在南方，首都机场也希望借此实现合并后新公司的网点和业务布局优化，并最终实现公开上市。首都机场委派资本运营部总经理雷俊，同时兼任民族和金元两家券商的董事协调推进此事。
在拟定两家公司的合并方案上，监管层希望以民族证券为平台，吸收合并金元证券。因为民族证券为B类券商，而金元证券为C类券商，从监管层评定的各方综合指标而言，民族证券整体优于金元证券。此外，民族证券一直享有证监会直管券商身份。民族证券党组织关系、领导班子均由证监会管理任命。2008年底，首都机场才从中国证监会手中承接了民族证券的党组织关系以及干部任命等权力，民族证券正式脱离“会管券商”身份，但公司长期形成的强势经营团队，令第一大股东首都机场无法施以控制。而金元证券成立于2002年8月，是经中国证监会批准，由首都机场作为核心股东出资成立的绝对控股的综合类证券公司，是首都机场金融板块的核心企业。公司注册资本9亿元，开业以来年年盈利，净资本率达80％以上。合并方案经历两年的数易其稿，首都机场最终于2010年年初正式提出以金元证券整合民族证券的计划。民族证券召开临时股东大会决议此事，首都机场作为关联方不能参加临时股东大会，最终此方案遭股东大会和管理层双双否决。

#### 政泉控股
合并方案被否决后的次日，首都机场将所持有的民族证券股权全部挂牌转让，且规定转让只接受联合体受让；联合受让体需由三家以上国有独资企业（非金融机构）组成；每家企业缴纳的保证金和受让的股权比例基本一致；联合受让体的每家企业实收资本不低于500亿元，净资产不低于2,000亿元；意向受让方在境内没有直接或间接控股的证券公司，满足以上条件的当时仅有部分巨无霸能源类和电信类央企。2011年1月13日，由于接盘条件严苛，此次股权转让挂牌期满，无人应招。原持有6.81%股份的政泉置业获得优先认购权，最终以16亿元获得61.25%的股权。此次交易成交价的市净率仅为1.29倍，显著低于2009年12月其以2.91亿元受让石家庄市商业银行持有的民族证券6.81%的股份时高达2.75倍的市净率，及同期其他券商股权转让2倍以上的市净率。业界认为转让价存在18亿元估值之差，民族证券官方解释是由于政泉置业同时接收了原中民信时期的众多债务。但却有实名举报政泉系老板郭文贵在收购民族证券过程中侵吞巨额国有资产的问题，并接受媒体采访。
2011年6月，政泉置业正式凭借68.07%的股权入主民族证券，提出“三年做到全国前五，五年做到全球前十”的宏大口号，并承诺在2011年底前完成150亿元-200亿元的注资。而仅在交易完成4个月后，政泉置业便于2011年10月19日、10月21日分别召开董事会、股东会，决定以12亿元价格购买北京市朝阳区北四环中路27号盘古大观部分楼层作为公司新办公场所。会后，民族证券立即预付了购房款10亿元，此时民族证券注册资本仅为13.94亿元。而民族证券董事杨克森时任北京盘古氏投资有限公司法定代表人，且政泉置业和盘古氏背后实际控制人均为郭文贵，公司购买盘古大观部分楼层的行为构成关联交易。政泉置业被指作为股东不仅未能入约注资民族证券，反而利用其向母公司输血。最终，盘古氏投资未取得该房产权属证明，购房未成功，但10亿元购房款项直到两年后才归还民族证券。

### 方正收购
2014年8月，方正证券以换股并购的方式向民族证券股东发行股份收购民族证券全部股权，涉及金额130亿元，公司注册资本提高到82.32亿元。并购完成后，民族证券成为方正证券子公司，而方正集团与政泉控股分别成为方正证券第一和第二大股东。11月3日，政泉控股公开发布举报函，称其帮助北大资源代持北大医药股份，方正集团首席执行官李友等高管涉嫌内幕交易、利益输送等行为。12月，民族证券拒绝股东方正证券及会计师事务所进场审计，方正证券随即向北京市朝阳区人民法院提起民事诉讼，以损害股东利益责任纠纷为由起诉公司全资子公司民族证券及其相关责任董事。而政泉控股也以股东知情权纠纷为由向长沙市天心区人民法院起诉方正证券。北大方正集团法务部负责人更是谴责民族证券与方正证券的重组是郭文贵设计的阴谋，郭欲在重组后使方正证券重蹈民族证券覆辙，使方正证券成为政泉控股的提款机。
2015年1月4日，由于郭文贵举报，时任方正证券集团董事长的李友因涉嫌内幕交易罪，被警方抓获并批捕。2月，方正证券撤诉与民族证券达成和解。4月30日，民族证券2014年度财务报表被出具了保留意见的审计报告，具体事项为执行审计程序时未获取账面列示在恒丰银行存放的20.5亿元协议存款的充分适当审计证据。随后监管部门发现民族证券将20.5亿元自有资金违规投向单一资金信托计划。北京监管局对民族证券赵大建等人采取谴责措施，民族证券还因此被限制业务活动、暂停核准业务申请以及被采取谴责措施。8月19日，方正证券对民族证券董事会和监事会成功改选。原民族证券董事长赵大建改任名誉董事长和董事。9月9日，中国证监会决定就利用20.5亿元款项事项对民族证券立案调查。9月22日起，民族证券原董事长赵大建被有关部门带走调查与公司失联，而其在此之前还被委派担任该次违规投资专项调查组组长。该笔款项部分逾期，民族证券计提部分坏账准备，对方正证券2015年度合并报表的净利润造成重大不利影响。
2018年12月27日，方正证券获准收购民族证券在北京等地的51家证券营业部。
2019年8月21日，北京证监局批复，公司业务范围仅保留“证券承销与保荐”。11月19日，“中国民族证券有限责任公司”正式更名为“方正证券承销保荐有限责任公司”，英文名称"China Minzu Securities Co., Ltd"变更为"Founder Financing Services Co., Ltd"。

## 丑闻
2018年10月12日，辽宁省大连市中级人民法院对北京政泉控股有限公司、被告人郭汉桥、赵大建强迫交易、被告人赵大建、单蔚良、杨英、吕涛挪用资金案一审公开宣判。认定政泉控股在收购民族证券的过程中，郭文贵指使国家安全部副部长马建（另案处理）以国家安全部名义发函或派员的方式进行强制干预。在2009年受让石家庄市商业银行和2010年受让首都机场集团所持股份的过程中，迫使首都机场设立有利于政泉公司的受让条件，并两次威胁东方集团放弃优先购买权。郭文贵和马建还分别指使赵大建、高辉到东方集团威胁其负责人，迫使东方集团放弃增资以完成和方正证券的合并。20.5亿元信托资金最终证实被从四川信托中转出，违法挪用至郭文贵的其他公司使用。在此过程中政泉公司非法获利119.05亿元，挪用资金未收回款项16.49亿元。最终，政泉控股以强迫交易罪判处罚金人民币六百亿元，5名被告均获刑，其中原民族证券董事长赵大建被判处有期徒刑3年，缓刑4年，并处罚金人民币25万元。